# Donald Young
Donald Young (ur. 23 lipca 1989 w Chicago) – amerykański tenisista, olimpijczyk z Londynu (2012).

## Życie prywatne
Donald Young jest synem Donalda Seniora i Illony. Oboje zajmują się szkoleniem tenisistów oraz są trenerami własnego syna. W młodości trenował w IMG Academy pod nadzorem Nicka Bollettieriego, który w przeszłości współpracował m.in. z Andre Agassim oraz Jimem Courierem.

## Kariera tenisowa

### Lata juniorskie
Pierwszy juniorski wielkoszlemowy tytuł wywalczył w styczniu 2005 roku na kortach Australian Open, eliminując m.in. Marina Čilicia, a w finale wynikiem 6:2, 6:4 Sun-Yong Kima. Dzięki temu zwycięstwu awansował jako najmłodszy (15 lat) junior na pozycję lidera rankingu singlistów.
W 2007 roku wygrał swój drugi juniorski wielkoszlemowy turniej, na Wimbledonie. W finale wygrał z Władimirem Ignaticiem 7:5, 6:1.
W grze podwójnej triumfował podczas juniorskiego US Open w 2005 roku. W parze z Alexem Claytonem pokonał w meczu o tytuł Carstena Balla i Thiemo de Bakkera 7:6(3), 4:6, 7:5.

### Status profesjonalny
Jako zawodowy tenisista Young w 2011 roku awansował do finału zawodów ATP World Tour w Bangkoku. Pokonał po drodze m.in. broniącego tytułu Guillermo Garcíę Lópeza oraz Gaëla Monfilsa. Pojedynek finałowy zakończył się porażką Younga 2:6, 0:6 z Andym Murrayem. W lutym 2015 roku Young doszedł do finału w Delray Beach, gdzie uległ Ivo Karloviciowi. W zawodach wielkoszlemowych w singlu najdalej doszedł do 4. rundy US Open 2011. Z dalszej gry wyeliminował Younga Andy Murray.
W lutym 2015 roku Young osiągnął finał ATP World Tour w grze podwójnej, podczas turnieju w Memphis wspólnie z Artemem Sitakiem. Finałowe spotkanie para Sitak–Young przegrała z Mariuszem Fyrstenbergiem i Santiago Gonzálezem. Razem z Santiago Gonzálezem został finalistą French Open 2017 ponosząc porażkę w decydującym meczu 6:7(5), 7:6(4), 3:6 z Ryanem Harrisonem i Michaelem Venusem.
W 2012 roku zagrał na igrzyskach olimpijskich w Londynie. Uczestniczył w rywalizacji singlowej, z której odpadł w 1 rundzie pokonany przez Andreasa Seppiego.
W rankingu gry pojedynczej Young najwyżej był na 38. miejscu (27 lutego 2012), a w klasyfikacji gry podwójnej na 43. pozycji (14 sierpnia 2017).

#### Finały w turniejach ATP World Tour
| Legenda                     |
| Wielki Szlem                |
| ATP World Tour Finals       |
| ATP World Tour Masters 1000 |
| Igrzyska olimpijskie        |
| ATP World Tour 500          |
| ATP World Tour 250          |

##### Gra pojedyncza (0–2)
| Końcowy wynik | Nr | Data                | Turniej      | Nawierzchnia  | Przeciwnik   | Wynik finału |
| ------------- | -- | ------------------- | ------------ | ------------- | ------------ | ------------ |
| Finalista     | 1. | 2 października 2011 | Bangkok      | Twarda (hala) | Andy Murray  | 2:6, 0:6     |
| Finalista     | 2. | 22 lutego 2015      | Delray Beach | Twarda        | Ivo Karlović | 3:6, 3:6     |

#### Gra podwójna (0–2)
| Końcowy wynik | Nr | Data            | Turniej            | Nawierzchnia  | Partner           | Przeciwnicy                           | Wynik finału        |
| ------------- | -- | --------------- | ------------------ | ------------- | ----------------- | ------------------------------------- | ------------------- |
| Finalista     | 1. | 15 lutego 2015  | Memphis            | Twarda (hala) | Artem Sitak       | Mariusz Fyrstenberg Santiago González | 7:5, 6:7(1), 8–10   |
| Finalista     | 2. | 10 czerwca 2017 | French Open, Paryż | Ceglana       | Santiago González | Ryan Harrison Michael Venus           | 6:7(5), 7:6(4), 3:6 |

#### Starty wielkoszlemowe (gra pojedyncza)
| Turniej          | 2005  | 2006  | 2007  | 2008  | 2009  | 2010  | 2011  | 2012  | 2013  | 2014  | 2015  | 2016  | 2017  | 2018  | 2019  | 2020  | Wygrane turnieje | Bilans w turnieju |
| ---------------- | ----- | ----- | ----- | ----- | ----- | ----- | ----- | ----- | ----- | ----- | ----- | ----- | ----- | ----- | ----- | ----- | ---------------- | ----------------- |
| Australian Open  | –     | –     | –     | 1R    | –     | 2R    | 1R    | 2R    | –     | 3R    | 2R    | 1R    | 2R    | 1R    | –     | –     | 0 / 9            | 6–9               |
| French Open      | –     | –     | –     | 1R    | –     | –     | –     | 1R    | –     | 3R    | 1R    | 1R    | 1R    | –     | –     |       | 0 / 6            | 2–6               |
| Wimbledon        | –     | –     | –     | 1R    | –     | –     | 1R    | 1R    | –     | 1R    | 1R    | 2R    | 2R    | –     | –     |       | 0 / 7            | 2–7               |
| US Open          | 1R    | 1R    | 3R    | 1R    | 1R    | 1R    | 4R    | 1R    | 2R    | 1R    | 4R    | 2R    | 2R    | 1R    | –     |       | 0 / 14           | 11–14             |
| Wygrane turnieje | 0 / 1 | 0 / 1 | 0 / 1 | 0 / 4 | 0 / 1 | 0 / 2 | 0 / 3 | 0 / 4 | 0 / 1 | 0 / 4 | 0 / 4 | 0 / 4 | 0 / 4 | 0 / 2 | 0 / 0 | 0 / 0 | 0 / 36           | N/A               |
| Bilans spotkań   | 0–1   | 0–1   | 2–1   | 0–4   | 0–1   | 1–2   | 3–3   | 1–4   | 1–1   | 4–4   | 4–4   | 2–4   | 3–4   | 0–2   | 0–0   | 0–0   | N/A              | 21–36             |